# Pleurothallis rectipetala
Pleurothallis rectipetala är en orkidéart som beskrevs av Oakes Ames och Charles Schweinfurth. Pleurothallis rectipetala ingår i släktet Pleurothallis och familjen orkidéer. Inga underarter finns listade i Catalogue of Life.